# U Tong-chuk
U Tong-chuk (* 1942 in der Provinz P’yŏngan-namdo) ist ein nordkoreanischer Politiker der Partei der Arbeit Koreas (PdAK) sowie General der Koreanischen Volksarmee, der unter anderem Erster Vizeminister für Staatssicherheit und bis April 2012 Mitglied der Nationalen Verteidigungskommission der Obersten Volksversammlung der Volksrepublik Korea, der Obersten Führungsorganisation der Regierung, Kandidat des Politbüros des Zentralkomitees der PdAK und Mitglied der Zentralen Militärkommission war. Er war ferner zwischen 2009 und 2012 verantwortlich für die operative Führung der Staatssicherheit und gehörte zu den persönlichen Vertrauten von General O Kŭng-nyŏl und des am 12. Dezember 2013 hingerichteten Jang Song-thaek. Seit 2012 trat er bis auf eine Teilnahme anlässlich der Feierlichkeiten zum 60. Jahrestag des Endes des Koreakrieges im Juli 2013 nicht mehr öffentlich auf.

## Leben

### Aufstieg zum Ersten Vizeminister für Staatssicherheit unter Kim Jong-il
U Tong-chuk absolvierte ein Studium der Philosophie an der Kim-Il-sung-Universität und begann seine berufliche Laufbahn Ende der 1960er Jahre als Instrukteur in der Abteilung für Organisation und Führung des ZK der PdAK. Schließlich wurde er von Kim Jong-il zum Leiter der Sektion für Gegenspionage in der ZK-Abteilung für Staatssicherheit ernannt und nahm an Arbeitsbesuchen in Mittel- und Osteuropa teil. Mitte der 1980er Jahre übernahm er verschiedene Funktionen innerhalb der Überwachungs- sowie der Auslandsabteilung des Ministeriums für Staatssicherheit und wurde schließlich Abteilungsleiter. In den 1990er Jahren wurde er schließlich Vizeminister für Staatssicherheit und war als solcher verantwortlich für die Beziehungen der Volksrepublik Korea mit ausländischen Nachrichtendiensten. 2003 war er als solcher zuständig für die Tagesgeschäfte des Ministeriums und erhielt in den folgenden Jahren besondere Förderung durch Kim Jong-il. 2007 wurde er stellvertretender Direktor der Abteilung für Staatssicherheit.
Im April 2009 wurde U Tong-chuk zum Generaloberst befördert und Mitglied der Nationalen Verteidigungskommission der Obersten Volksversammlung der Volksrepublik Korea. In dieser Funktion unternahm er mit Kim Jong-il im Mai 2009 an einer Inspektionsreise von Universitäten teil, die leitende Offiziere des Staatssicherheitsdienstes ausbilden, und gehörte im August 2009 auch zu den Gästen eines Abendessens zu Ehren des ehemaligen US-Präsidenten Bill Clinton. Nach einem Bericht des Koreanischen Zentralfernsehens (KCTV) von September 2010 wurde er im September 2009 zum Ersten Vizeminister für Staatssicherheit ernannt. Im November 2009 unternahm er einen einwöchigen Arbeitsbesuch in der Volksrepublik China.
Auf der III. Parteikonferenz der Partei der Arbeit Koreas wurde U am 28. September 2010 zum Mitglied des Zentralkomitees der PdAK, zum Mitglied der Zentralen Militärkommission sowie zum Kandidaten des Politbüros des ZK der PdAK gewählt. Im Anschluss gehörte er zu den Begleitern von Kim Jong-il und Kim Jong-un bei einem Konzert der zum Staatssicherheitsdienst gehörenden Kunst- und Propagandastaffel der Einheit 10215. Das Konzert war der erste öffentliche Auftritt von Kim Jong-un nach der III. Parteikonferenz. In der Folgezeit begleitete er Kim Jong-il bei weiteren Inspektionsreisen und war dabei der führende Vertreter des Ministeriums für Staatssicherheit, wenngleich der bisherige Direktor des Militärischen Sicherheitskommandos General Kim Won-hong 2010 zum Minister für Staatssicherheit ernannt worden war. Im Mai 2011 begleitete er Kim Jong-il bei einem Treffen mit führenden russischen Geheimdienstoffizieren, das von ihm vorbereitet worden war und stellte dabei auch Kim Jong-un der russischen Delegation vor. Darüber hinaus war er zuständig für die Vorbereitung des Besuchs von Kim Jong-il in Russland im August 2011.
Nach dem Tode Kim Jong-ils im Dezember 2011 gehörte U Tong-chuk zum Trauerkomitee bei dessen Aufbahrung im Kumsusan-Palast der Sonne und nahm nach offiziellen Presseberichte vom 19. Dezember 2011 Platz 25 innerhalb des Nationalen Beisetzungskomitee ein. Er war zudem einer von acht Partei- und Sicherheitsfunktionären, die den Leichenwagen Kim Jong-ils begleiteten. Nach dem Begräbnis und der Ernennung von Kim Jong-un zum Obersten Führer Ende Dezember 2011 nahm er eine führende Rolle bei der Absetzung von Sicherheits- und Parteifunktionären ein, die Kim Jong-uns Ernennung hätten behindern können, wobei diese Funktionäre inhaftiert oder hingerichtet wurden.

### Machtverlust unter Kim Jong-un
Im März 2012 unternahm U Tong-chuk seinen letzten öffentlichen Auftritt als Erster Vizeminister. Auf der IV. Parteikonferenz der Partei der Arbeit Koreas und der 5. Sitzung der 12. Obersten Volksversammlung verlor U seine Funktionen als Kandidat des Politbüros des ZK, als Mitglied der Zentralen Militärkommission sowie als Mitglied der Nationalen Verteidigungskommission. Seine Funktionen wurden daraufhin von General Kim Won-hong übernommen.
Seit 2012 trat U Tong-chuk bis auf eine Teilnahme anlässlich der Feierlichkeiten zum 60. Jahrestag des Endes des Koreakrieges im Juli 2013 nicht mehr öffentlich auf.